# Andrew Ornoch
Andrew Ornoch, właśc. Andrzej Mateusz Ornoch (ur. 21 sierpnia 1985 w Warszawie) – piłkarz, reprezentant Kanady, posiada także obywatelstwo polskie.